# 윈도우 라이브 메신저
윈도우 라이브 메신저(Windows Live Messenger, WLM, 이전 이름: MSN 메신저)는 윈도우 XP, 윈도우 서버 2003, 윈도우 비스타, 윈도우 7, 윈도우 모바일을 위한 인스턴트 메시징 클라이언트이다. 2005년 12월 13일에 처음으로 마이크로소프트가 공개하였다. 마이크로소프트의 윈도우 라이브 온라인 서비스의 모임 가운데 하나이다.
"MSN 메신저"(또는 그냥 "MSN")는 클라이언트라는 말보다는 자주 마이크로소프트 네트워크라고 일컫는다. 회사들은 저들만의 라이브 커뮤니케이션 서버와 액티브 디렉터리를 클라이언트의 한 네트워크와 통합할 수 있다. 가장 주요한 다중 프로토콜 클라이언트 또한 서비스와 연결할 수 있다.
윈도 라이브 메신저는 윈도우만을 지원하였으나, 에메센, aMSN, 피진 등의 메신저가 등장하면서, 리눅스 계열, OSX 등의 여러 운영 체제에서도 사용이 어느 정도 가능해졌다.
2012년 11월 6일 마이크로소프트는 스카이프의 선호에 따라 본토 중국을 제외하고 윈도 라이브 메신저를 중단할 것이라고 발표하였다. 사용자들이 자신의 스카이프 계정을 마이크로소프트 계정으로 통합하는 기능이 도입됨으로써 스카이프 클라이언트를 통해 메신저 연락처로 통신할 수 있다. 마이크로소프트는 4월 8일부터 모든 사용자를 위해 이러한 변화를 시작한다.

## 버전
MSN 메신저(MSN Messenger)는 가정용 프리웨어 인스턴트 메시징 클라이언트이며 1999년 7월 ~ 2005년 11월, 그리고 2007년 1월에 윈도우 비스타를 제외한 모든 마이크로소프트 윈도우 운영 체제들을 통해서 개발하고 배포된 프로그램이었다. 2005년 12월부터는 마이크로소프트의 "온라인 서비스 및 소프트웨어의" 윈도우 라이브 시리즈의 일부로 포함되었으며, 윈도우 라이브 메신저로 이름이 변경되었다.
- MSN 메신저 1 (1.0.0863)
- MSN 메신저 2 (2.0.0083)
- MSN 메신저 3 (3.0.0080)
- MSN 메신저 4.6
- MSN 메신저 5
- MSN 메신저 6
- MSN 메신저 6.1
- MSN 메신저 6.2
- MSN 메신저 7.0 
  - MSN 메신저 7.0.0820
- MSN 메신저 7.5
- MSN 웹 메신저

### 버전 8.0
버전 8.0부터는 윈도 라이브 메신저라는 이름으로 출시되고 있다.
- 베타 1
- 베타 2
- 베타 3
- 마지막 버전 8.0
- 마지막 버전 8.0 갱신

### 버전 8.1
- 베타 1
- 베타 1 갱신
- 마지막 버전 8.1

### 버전 8.5 (웨이브 2)
- 베타 1
- 베타 2
- 마지막 버전

### 버전 2012 (웨이브 5)
2012년 8월 7일 마이크로소프트는 윈도우 라이브 메신저 2012가 포함된 윈도우 필수 패키지 2012 제품군의 새로운 버전을 발표했다.

## 윈도우 라이브 메신저의 새로운 기능
- 폴더 공유
- 컴퓨터로 전화 걸기
- 야후 메신저와 연동
- 오프라인 메시지 보내기
- 게임 및 응용 프로그램
- i’m 첫 글자
- 엑스박스 360
- S60 플랫폼
- 소셜 뷰(Social view) 기능
- 메신저 탭 기능

## 프로토콜
닷넷 메신저 서비스로 연결하기 위해 TCP (가끔 프록시 사용시 HTTP) 위에서 마이크로소프트 통보 프로토콜 (MSNP)을 사용한다. 제공되는 서비스 포트는 messenger.hotmail.com의 1863이다. MSNP13은 현재 윈도 라이브 메신저에서도 사용되고 있다.

## 서비스 폐쇄
지디넷, 기가옴 등 미국 IT 전문 매체들에 따르면 중국의 MSN 메신저 사용자들은 최근 MS로부터 2014년 10월 31일 서비스를 폐쇄한다는 공지 이메일을 받았다고 한다. (MS는 2013년 4월 중국을 제외한 국가들에서 윈도 라이브 메신저 서비스를 폐쇄했으나, 중국에서는 서비스를 유지했다.) 폐쇄 이후 기존 사용자들은 '스카이프'를 사용해야 한다.

## 같이 보기
- 윈도우 라이브
- 윈도우 메신저
- 채팅

## 참조
1. ↑  Protalinski, Emil (2013‐1‐8). “Microsoft confirms Messenger will be retired and users migrated to Skype on March 15”. The Next Web. 2013년 1월 8일에 확인함.
2. ↑  Kniskern, Kip (2013년 2월 15일). “Skype news: Messenger shutting down, new Video Messages, and lots of growth”. Liveside. 2013년 2월 19일에 원본 문서에서 보존된 문서. 2013년 2월 17일에 확인함.
3. ↑  <연합뉴스> 'MSN 메신저' 15년만에 사라진다